# Уилсон, Генри
Генри Уилсон (англ. Henry Wilson; 16 февраля 1812 — 22 ноября 1875) — американский политический и государственный деятель;, вице-президент США в 1873—1875, член Республиканской партии.

## Биография
Генри Уилсон родился под именем Джеремайя Джонс Колбат (англ. Jeremiah Jones Colbath), но в 1833 году изменил имя на Генри Уилсон, переехал из Фармингтона в Нейтик (Массачусетс) и занялся сапожным ремеслом. Завершив там своё образование, он в 1841—1852 годах был депутатом легислатуры Массачусетса, а в 1848—1851 годах — владел и редактировал газету «англ. Boston Republican». В 1852 году Уилсон безуспешно баллотировался в Конгресс, а в 1853 году — в губернаторы Массачусетса. В 1855 году он был избран по замещению в Сенат от коалиции Демократической патрии, Американской партии Ничего-не-знаю и Партии свободной земли, а в 1859, 1865 и 1871 годах переизбирался как республиканец, выступая как активный критик рабовладения, был председателем Комитета по военным делам, а во время Гражданской войны сформировал и возглавил 28-й полк Массачусетской добровольной пехоты.
В 1872 году президент Улисс Грант выбрал Уилсона своим напарником на президентских выборах вместо неоднозначной кандидатуры действующего вице-президента Шайлера Колфакса. Грант был переизбран на пост, но победа Уилсона была омрачена разразившимся скандалом со взятками, предположительно бравшимися у компании Кредит Мобилиер многими конгрессменами и сенаторами, в том числе и Уилсоном. Сенатское расследование оправдало Уилсона, но его репутация была подмочена. Вскоре он перенёс удар и был парализован, а через два года скончался от второго удара.
Уилсон также был автором нескольких книг, в том числе: «История антирабовладельческих мер в 37-м и 38-м Конгрессах, 1861—1864» (1864), «История мер по реконструкции в 39-м и 40-м Конгрессах, 1865—1868» (1868), «История возвышения и упадка рабовладения в США» (три тома, 1872—1877, его главный труд).